# Saint-Bonnet-de-Four
Saint-Bonnet-de-Four ist in Frankreich eine Gemeinde mit 223 Einwohnern (Stand 1. Januar 2022) in der Region Auvergne-Rhône-Alpes im Département Allier im Arrondissement Montluçon im Kanton Commentry.

## Geographie
Die 18,73 Quadratkilometer umfassende Gemeinde liegt etwa 25 Kilometer östlich von Montluçon auf etwa 400 m Meereshöhe. Nordwestlich des Ortskerns liegt der Étang de la Brosse, der vom Flüsschen Thernille gebildet wird.

### Gemeindegliederung
Zu Saint-Bonnet-de-Four gehören die Ortsteile Bost, Les Patureaux, Viret, Les Mâts und Les Prêvots.

## Bevölkerungsentwicklung
| Jahr      | 1962 | 1968 | 1975 | 1982 | 1990 | 1999 | 2007 | 2016 | 2019 |
| Einwohner | 269  | 299  | 259  | 228  | 227  | 221  | 195  | 210  | 215  |

## Wirtschaft und Infrastruktur
Im Norden wird Saint-Bonnet-de-Four von der Autoroute A71 durchquert.

## Sehenswürdigkeiten
- Kirche Saint-Bonnet, romanischer Chor (11. Jahrhundert) mit Kragsteinen, gotische Kapelle im Süden der Kirche angebaut (14. Jahrhundert) und gedrehte Kirchturmspitze, Monument historique[2]
- Verschiedene Flurdenkmäler, darunter das Croix de la Contagion mit Magdalenenfigur am Kreuzesfuß

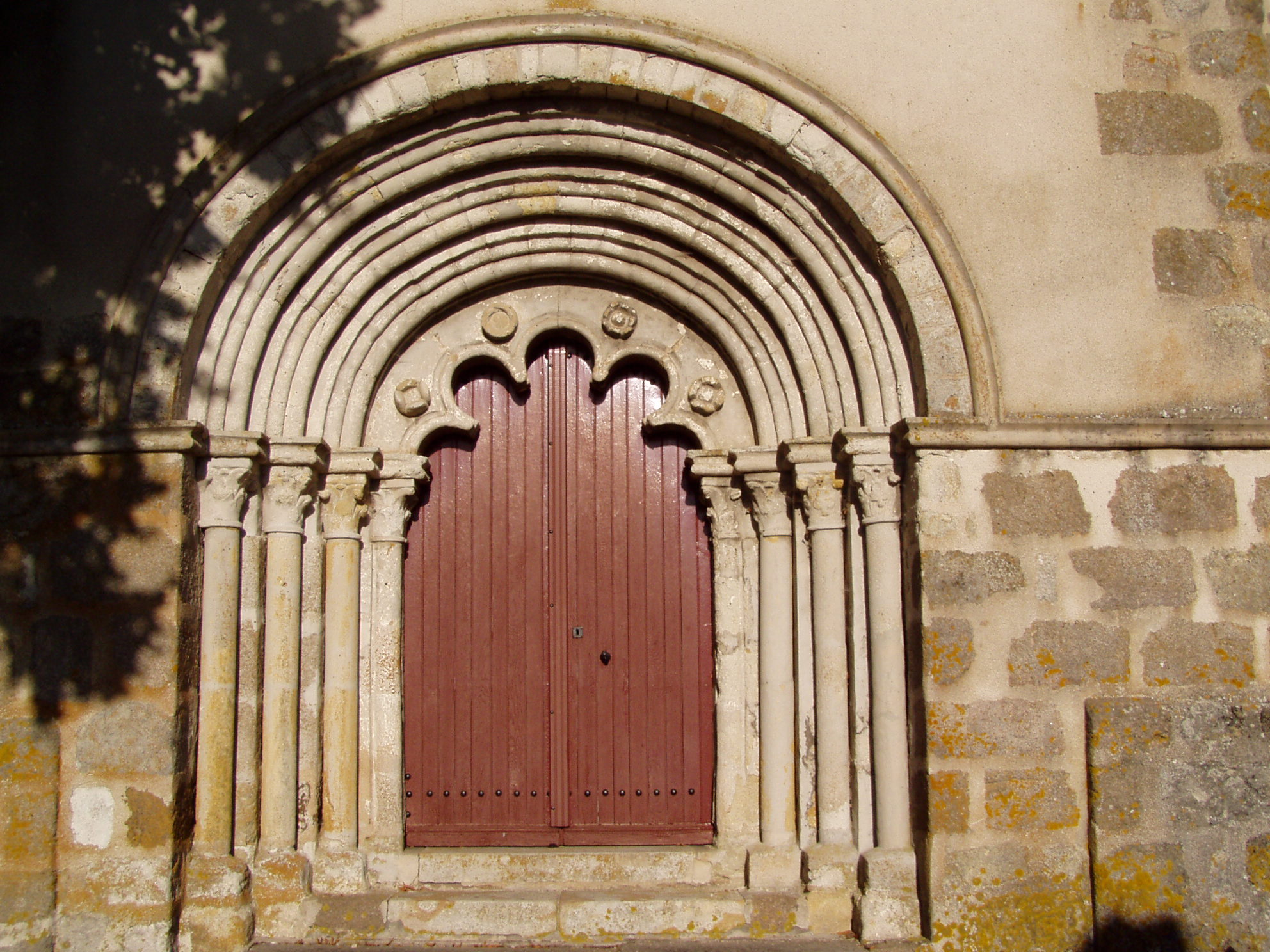
Portal der Kirche Saint-Bonnet
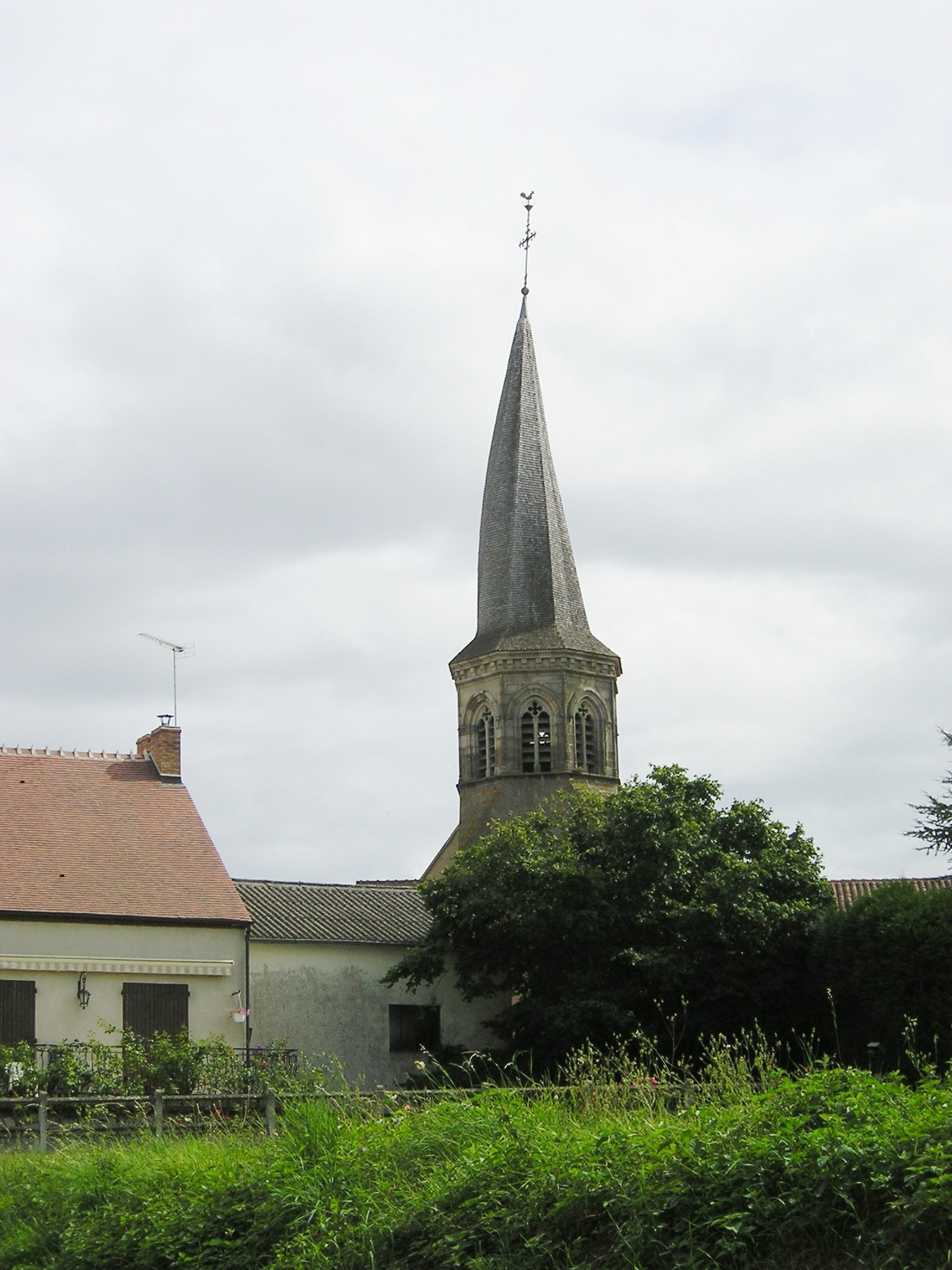
Verbogene Kirchturmspitze